# لويس دي بوتير
لويس دي بوتير هو كاتب ومؤرخ وصحفي وسياسي بلجيكي، ولد في 26 أبريل 1786 في بروج في بلجيكا، وتوفي بنفس المكان في 22 يوليو 1859. انتخب رئيس حكومة Provisional Government of Belgium ‏ (28 سبتمبر 1830 – 4 نوفمبر 1830).